# Charretera

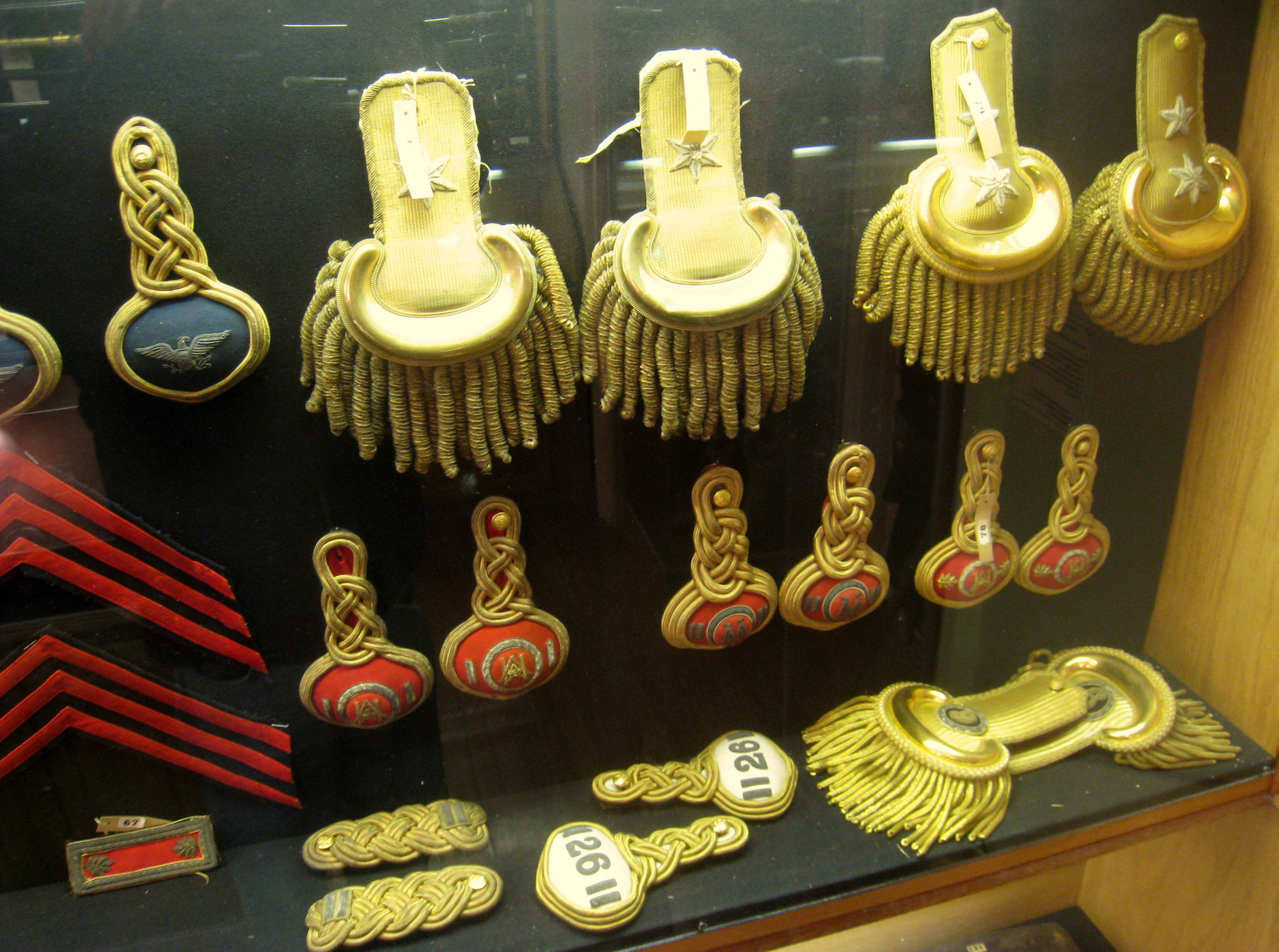
Charreteras en el museo de artillería de Massachusetts

Se llama charretera a la divisa militar de oro, plata, seda o lana que se asegura al hombro y cuyos hilos o flecos, llamados canelones, cuelgan sobre la parte superior del brazo, sirviendo a un mismo tiempo de distintivo y de adorno. También han sido habituales las charreteras figuradas de cartón, metal u otro material en las clases de tropa. 
Otra acepción de charretera era la de tira de paño, seda u otro material que se sobreponía al extremo inferior del calzón para sujetarlo a la pierna por medio de una hebilla pequeña (también llamada jarretera).

## Historia

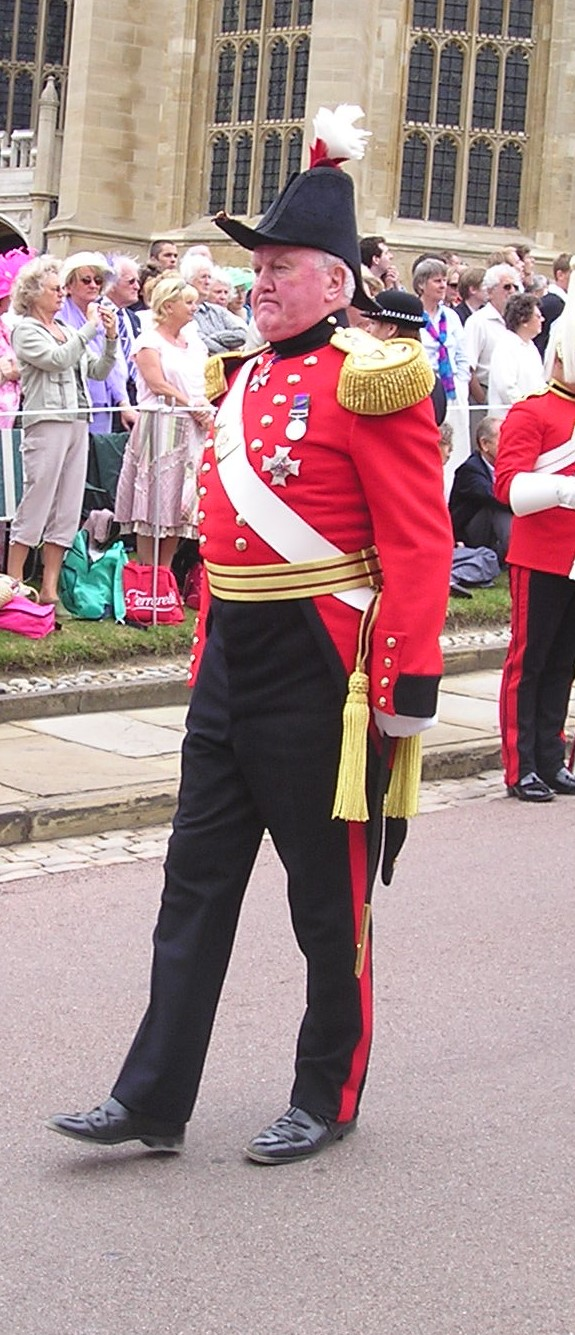
Militar británico con charreteras

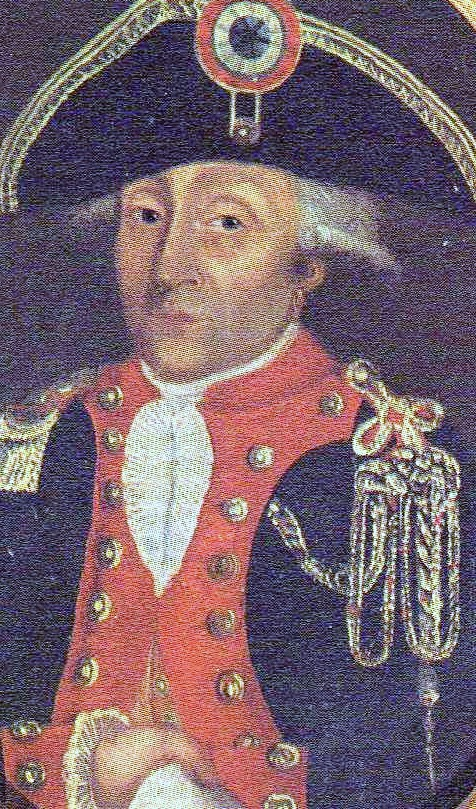
Oficial de gendarmería francesa. Una charretera en su hombro derecho y una capona (contre-epaulette) en forma de trébol con cordónes en su hombro izquierdo, aprox. 1790

La charretera de divisa nació en Francia con el reglamento de 25 de abril de 1765 y con el nombre de épaulette (‘hombrera’). España, como era costumbre en la época, la adoptó de inmediato. Primero era una simple cinta a la que se incorporó fleco convirtiéndose en alamar. 

Los capitanes se distinguirán con dos alamares de oro o plata según el botón del regimiento, poniendo uno en cada hombro
Ord. gral. de 1768, art. 6 tít. 7, trat. 3

El nombre de charretera suena ya en 1785. A principios del siglo XIX, se hizo ya más tiesa por medio de forros y cartones. Estos se reforzaron con chapas de hojas de lata y la charretera fue aumentando en tamaño, peso y dureza hasta llegar a su apogeo y plenitud en 1838. Se componía de tres partes, cada una con su nombre técnico: pala, puente y canelón o fleco. La ausencia de este último la convertía en capona. Una y otra iban sujetas al hombro por fuertes ganchos y presillas. 
Además del metal, plata u oro según los casos del uniforme, las charreteras tenían muchas variantes:
- de hilillo para la infantería
- de canelón para la Guardia Real
- de escamas en la pala para la caballería
- de seda para los sargentos
- de estambre para la tropa

Sobre la pala iban bordados los emblemas como castillos, granadas, cornetas, etc. 
Antes de 1844, en que a los sargentos se dieron galones diagonales como a los cabos, también llevaban charreteras que algunos llamaron ginetas. Sin duda por error de copia, en España los subtenientes o alféreces llevaban la charretera a la izquierda, mientras que en Francia se llevaban a la derecha. Esta disparidad, insólita para aquella época, dio margen a graves discusiones. 
Desde las ordenanzas de 1785, en que los alamares se transformaron en charreteras, siguen copiosas reales órdenes hasta 1844, en que redujeron a mitad su excesivo volumen. Hacia 1840, era de rigor llevar algo en el hombro, y también los generales llevaron, como los franceses, disformes charreteras de canelón grueso y retorcido. Suprimidas al poco tiempo, en 1864, todos los uniformes salvo el de los coraceros quedaron iguales.

## En taekwondo
Por otra parte, en el arte marcial del taekwondo regulado por la ITF, está homologado el uso de charreteras por parte de los practicantes que ostenten alguno de los títulos de grados «dan». Estas charreteras tiene forma de cuadrado en color amarillo oro y poseen cuatro niveles de graduación que se distinguen por medio de listones de colores, pasando de un solo listón blanco para el rango de instructor auxiliar, a cuatro listones de colores blanco, negro, rojo y turquesa para el rango de gran maestro.